# Pterygotrigla arabica
Pterygotrigla arabica és una espècie de peix pertanyent a la família dels tríglids.

## Descripció
- Fa 19,8 cm de llargària màxima.[4][5]

## Hàbitat
És un peix marí, demersal i de clima tropical que viu entre 26-210 m de fondària.

## Distribució geogràfica
Es troba a l'Índic occidental: l'Índia i el Iemen.

## Observacions
És inofensiu per als humans.